# Çatak (Buldan)
Çatak ist ein Dorf im Landkreis Buldan der türkischen Provinz Denizli. Çatak liegt etwa 46 km nordwestlich der Provinzhauptstadt Denizli und 37 km südwestlich von Buldan. Çatak hatte laut der letzten Volkszählung 99 Einwohner (Stand Ende Dezember 2010).